# Monumenti romani e romanici di Arles
Con la definizione monumenti romani e romanici di Arles si intendono un insieme di monumenti situati nella città di Arles in Francia inseriti nella lista del patrimonio dell'umanità dell'UNESCO.
L'area protetta si estende per circa 65 ettari e gli edifici che ne fanno parte sono:
- L'anfiteatro romano di Arles 43°40′39.5″N 4°37′50.5″E
- il teatro romano 43°40′35.9″N 4°37′47″E
- i criptoportici e il foro romano 43°40′36.4″N 4°37′34.7″E
- le terme di Costantino 43°40′44.3″N 4°37′38.1″E
- i resti della castrum romana 43°40′33.2″N 4°37′42.4″E
- la necropoli degli Alyscamps 43°40′21.4″N 4°38′02.4″E
- la chiesa di Saint-Trophime e il suo chiostro 43°40′35.8″N 4°37′40.2″E
- i resti dell'esedra romana (nel Museon Arlaten) 43°40′35.2″N 4°37′32.7″E